# Коринеподобные бактерии
Коринеподобные бактерии, коринеформные бактерии или коринеформы (от греч. koryne — булава) — сводная группа неподвижных, аспорогенных (не образующих спор), не кислотоустойчивых, аэробных или факультативно-анаэробных грамположительных палочковидных бактерий неправильной формы, продуцирующих каталазу. Объединяет в себе разные роды бактерий, включая коринебактерии (Corynebacterium), Arcanobacterium, Brevibacterium, Dermabacter, Microbacterium, Rothia, Turicella, артробактер (Arthrobacter), Oerskovia, Leifsonia, Helcobacillus, Exiguobacterium, Cellulomonas, Cellulosimicrobium и Curtobacterium. Широко распространены в окружающей среде, обитают в почве и воде, также колонизируют слизистые оболочки и кожу человека и животных, будучи комменсалами. Отдельно выделяется Corynebacterium diphtheriae, выделяющие токсин штаммы которой способны вызывать дифтерию.
Коринеподобные бактерии являются полиморфными — могут изменять свою форму на разных стадиях своего жизненного цикла. На концах могут иметь утолщения, что отражено в названии «коринеформные», подразумевающим булавовидную форму. Хорошо растут на стандартных средах для культивирования. Липофильные штаммы растут лучше при добавлении полисорбата-80 (Tween 80). Видовая принадлежность может определяться методами молекулярного тестирования, такими как секвенирование 16S рРНК или матрично-активированная лазерная десорбция/ионизация. Исторически же коринеподобные бактерии могли неверно идентифицироваться, в связи с чем могут быть сложности при интерпретации медицинской литературы.
За исключением Corynebacterium diphtheriae при изоляции у пациентов коринеподобные бактерии обычно считаются контаминантами, не несущими клинической значимости, однако они являются эмержентными патогенами — всё чаще обнаруживаются случаи инфекций, связанных с ними, в том числе больничных. Из числа коринеподобных бактерий в качестве причины клинических инфекций чаще всего обнаруживаются коринебактерии. Некоторые коринебактерии являются патогенами для животных, но в отдельных случаях могут вызывать зоонозную инфекцию и у людей. В клинической микробиологии часто используется понятие «дифтероидов», которое включает в себя отличные от C. diphtheriae коринебактерии, в более широком смысле под дифтероидами понимают коринеподобные бактерии вообще.
Из числа внебольничных инфекций коринеподобные бактерии могут вызывать фарингит, эндокардит, инфекции кожи, мягких тканей, парадонта, генитального тракта, острый и хронический простатит. Причиной больничной инфекции обычно являются Corynebacterium jeikeium, Corynebacterium urealyticum, Corynebacterium amycolatum и Corynebacterium striatum. Больничные инфекции включают в себя ассоциированные с внутрисосудистым катетером или с медицинскими приборами инфекции, эндокардит, перитониты у пациентов на перитонеальном диализе и постоперационные инфекции после хирургического вмешательства. Прогнозируется, что больничные инфекции, вызванные коринеподобными бактериями, будут встречаться всё чаще, в том числе с мультирезистентностью к антибиотикам.